# Chrostosoma fenestrina
Chrostosoma fenestrina là một loài bướm đêm thuộc phân họ Arctiinae, họ Erebidae.